# Phlegmariurus shangsiensis
Phlegmariurus shangsiensis là một loài thực vật có mạch trong Họ Thạch tùng. Loài này được C.Y. Yang miêu tả khoa học đầu tiên năm 1984.